# Illa Zavialov
Zavialov (en rus: Остров Завьялова, Ostrov Zav’yalova), anteriorment illa Olski és una illa del mar d'Okhotsk, al nord-oest de l'oceà Pacífic. Es troba al costat oriental de la badia de Taui, 20 km a l'oest del cap Taran, a la península de Koni i a uns 50 km al sud de la ciutat de Magadan. Administrativament pertany a l'oblast de Magadan de la Federació Russa. Actualment no hi ha població permanent.
És una illa muntanyosa, amb altures que arribes als 1.116 msnm. Fa 23 km de llargada i 7,5 d'amplada i té una superfície de 116 km². A l'illa hi creix el Pinus pumila i el Betula middendorffii. A les seves costes hi cria el lleó marí de Steller.
Entre 1849 i 1885 l'illa va ser freqüentada per baleners nord-americans a la recerca de balenes de Groenlàndia. L'anomenaven illa Bowhead.